# تريشول (فلم)
تريشول (تعني: الرمح ثلاثي الرؤوس) هو فيلم درامي هندي انتاج عام 1978 من تأليف ثنائي سليم-جافيد، وإخراج ياش شوبرا وإنتاج جولشان راي. موسيقى	محمد زهور خيام مع كلمات ساهر لوديانفي. حقق الفيلم نجاحًا كبيرًا في شباك التذاكر، وأحد الأفلام الأكثر ربحًا لعام 1978 إلى جانب مقدار كا سيكندر ودون. يركز الفيلم على ثلاث قصص متشابكة لأميتاب باتشان وسانجيف كومار وشاشي كابور.
عُرض على ريشي كابور دور رافي، الذي رفضه كابور، مما أثار العداء بينه وبين ثنائي سليم-جافيد، في النهاية تم الاتفاق مع ساشين على لعب دور رافي في فيلم تريشول.
كان فيلم تريشول ثاني أعلى الأفلام الهندية ربحًا في عام 1978، بعد فيلم مقدار كا سكندر، والذي قام ببطولته أيضًا أميتاب باتشان وراكي. تمت إعادة إنتاج الفيلم باللغة التاميلية باسم السيد بارات وفي التيلجو فيلم يحمل الأسم نفسه السيد بارات.

## طاقم التمثيل
- شاشي كابور بدور شيخار كومار غوبتا
- سانجيف كومار بدور راج كومار "آر كيه" جوبتا
- أميتاب باتشان بدور فيجاي كومار غوبتا
- هيما ماليني في دور شيتال فيرما
- راكي بدور جيتا
- بونام ديلون بدور كوسوم "بابلي" جوبتا
- ساشين بدور رافي
- وحيدة رحمن بدور شانتي (ظهور خاص)
- بريم شوبرا بدور بالوانت راي
- افتخار بدور ب. ل. فيرما
- جيتا سيدارت بدور كاميني جوبتا
- مانموهان كريشنا بدور سيث ديندايال
- يونس بارفيز بدور بهانداري
- موهان شيري بدور جانجو
- م. بي شيتي بدور مادهاف سينغ
- مانيك إيراني بدور تابع غانغو
- مولشاند بدور دائنًا

## روابط خارجية
- تريشول في قاعدة بيانات الأفلام على الإنترنت